# 科孚宣言
科孚宣言，是成立南斯拉夫王國的協議。 
1916年，流亡中的塞尔维亚议会，在科孚岛市立剧院的一次会议上，提议建立南斯拉夫王国。 1917年7月20日，第一次世界大战期间，在英法的政治支持下，科孚島上，《科孚宣言》由流亡中的南斯拉夫委员會代表奧匈帝國內的斯洛維尼亚人、克罗埃西亚人和塞尔维亚人，與塞爾維亞王國的代表們，根据民族自決的原則簽署。
作为建立新国家的第一步，《科孚宣言》將南斯拉夫設計成在卡拉乔杰维奇王朝統治下的君主立憲國家，拥有不可分割的领土與统一的權力。三个民族，拉丁字母與西里尔字母，在法律面前一律平等。新國家允許宗教自由，及普遍選舉。 《科孚宣言》规定由立宪會議建立作為所有權力來源的宪法。
《科孚宣言》最后總結：「這個国家将保证自身民族的独立與民族全面进步和文明，成为对抗德国人壓迫强而有力的堡垒」。
塞爾維亞王國首相尼古拉‧帕希奇和克罗埃西亚流亡者安特‧特魯姆比奇是负责《科孚宣言》措辞的重要人物。他们努力克服塞尔维亚方面的抵抗。透过對被打败的奥匈帝国單方面的領土掠奪，帕希奇和塞尔维亚的執政黨企圖拓展大塞尔维亚。然而，俄罗斯二月革命的爆发，使塞尔维亚被迫退出外交谈判桌。帕希奇做出妥协，签署《科孚宣言》，并試圖在幕后败坏南斯拉夫委员会的声誉，以免協約国在終戰之後认为该委员才是合法流亡政府。
最終，1918年12月1日，塞爾維亞人、克羅埃西亞人和斯洛維尼亞人王國成立。 特魯姆比奇被任命为外交大臣，而帕希奇則在王國成立初期暫時失去权力，斯托揚·普羅蒂奇成為首相。

## 外部連結
- The Corfu Declaration （页面存档备份，存于） on FirstWorldWar.com
- The text of the Corfu Declaration （塞爾維亞文）